# Till Death Do Us Part (album Deicide)
Till Death Do Us Part – dziewiąty album amerykańskiej grupy deathmetalowej Deicide. Wydawnictwo ukazało się 28 kwietnia 2008 roku w Europie i 13 maja w Stanach Zjednoczonych nakładem wytwórni muzycznej Earache Records. Płyta dotarła do 11. miejsca list Top Heatseekers w Stanach Zjednoczonych.

## Lista utworów
Opracowano na podstawie materiału źródłowego.
| Nr  | Tytuł utworu                        | Słowa                | Muzyka       | Długość |
| --- | ----------------------------------- | -------------------- | ------------ | ------- |
| 1.  | „The Beginning of the End”          | utwór instrumentalny | Steve Asheim | 3:40    |
| 2.  | „Till Death Do Us Part”             | Glen Benton          | Asheim       | 4:14    |
| 3.  | „Hate of All Hatreds”               | Benton               | Asheim       | 3:53    |
| 4.  | „In the Eyes of God”                | Benton               | Asheim       | 4:53    |
| 5.  | „Worthless Misery”                  | Benton               | Asheim       | 4:59    |
| 6.  | „Severed Ties”                      | Benton               | Asheim       | 4:01    |
| 7.  | „Not as Long as We Both Shall Live” | Benton               | Asheim       | 5:05    |
| 8.  | „Angel of Agony”                    | Benton               | Asheim       | 3:29    |
| 9.  | „Horror in the Halls of Stone”      | Benton               | Asheim       | 6:24    |
| 10. | „The End of the Beginning”          | utwór instrumentalny | Asheim       | 1:40    |
|     |                                     |                      |              | 42:18   |

## Twórcy
Opracowano na podstawie materiału źródłowego.
- Glen Benton – gitara basowa, wokal prowadzący, producent wykonawczy
- Jack Owen – gitara prowadząca
- Steve Asheim – perkusja, gitara prowadząca, gitara rytmiczna, produkcja muzyczna, miksowanie, mastering
- Ralph Santolla – sesyjnie gitara prowadząca
- Jim Morris – miksowanie, mastering, inżynieria dźwięku